# Araneus biapicatifer
Araneus biapicatifer là một loài nhện trong họ Araneidae.
Loài này thuộc chi Araneus. Araneus biapicatifer được Embrik Strand miêu tả năm 1907.